# Hernán Tifner
Hernán Tifner (Córdoba, 20 settembre 1996) è un calciatore argentino, centrocampista dell'Huracán (LH).

## Caratteristiche tecniche
È un trequartista.

## Carriera

### Club
Cresciuto nelle giovanili del Gimnasia (LP), ha esordito in prima squadra il 21 luglio 2018 in occasione del match di Copa Argentina vinto 2-0 contro lo Sp. Belgrano (SF).

## Statistiche

### Presenze e reti nei club
Statistiche aggiornate al 3 dicembre 2018.
| Stagione        | Squadra         | Campionato      | Campionato | Campionato | Coppe nazionali | Coppe nazionali | Coppe nazionali | Coppe continentali | Coppe continentali | Coppe continentali | Altre coppe | Altre coppe | Altre coppe | Totale | Totale | Totale |
| Stagione        | Squadra         | Comp            | Pres       | Reti       | Comp            | Pres            | Reti            | Comp               | Pres               | Reti               | Comp        | Pres        | Reti        | Pres   | Reti   |        |
| --------------- | --------------- | --------------- | ---------- | ---------- | --------------- | --------------- | --------------- | ------------------ | ------------------ | ------------------ | ----------- | ----------- | ----------- | ------ | ------ | ------ |
| 2018-2019       | Gimnasia (LP)   | PD              | 3          | 0          | CA              | 2               | 0               |                    | -                  | -                  |             | -           | -           | 5      | 0      |        |
| Totale carriera | Totale carriera | Totale carriera | 3          | 0          |                 | 2               | 0               |                    | -                  | -                  |             | -           | -           | 5      | 0      |        |